# Scythris dorycniella
Scythris dorycniella is een vlinder uit de familie dikkopmotten (Scythrididae). De wetenschappelijke naam is voor het eerst geldig gepubliceerd in 1861 door Millière.
De soort komt voor in Europa.